# Bryophaenocladius carus
Bryophaenocladius carus är en tvåvingeart som först beskrevs av Roback 1962.  Bryophaenocladius carus ingår i släktet Bryophaenocladius och familjen fjädermyggor.
Artens utbredningsområde är Panama. Inga underarter finns listade i Catalogue of Life.